# Estádio Cruzeiro do Sul
O Estádio Cruzeiro do Sul é um estádio de futebol localizado no município de Itauçu, no estado de Goiás, tem capacidade para 3.263 espectadores e pertence à Prefeitura Municipal.